# Bojtosfarkú sülök
A bojtosfarkú sülök (Atherurinae) az emlősök (Mammalia) osztályának a rágcsálók (Rodentia) rendjébe, ezen belül a gyalogsülfélék (Hystricidae) családjába tartozó alcsalád.

## Rendszerezés
Az alcsaládba az alábbi 2 nem és 3 faj tartozik:
- Atherurus F. Cuvier, 1829 – 2 faj
- Trichys Günther, 1877 – 1 faj
  - hosszúfarkú sül (Trichys fasciculata) Shaw, 1801